# Benjamin Koppel
Benjamin Koppel, född 
21 februari 1974, är en dansk musiker, kompositör och författare. 
Koppel växte upp i en musikalisk familj och som femtonårig grundade han soul/rockbandet Tournesoul. År 1992 fick han som första jazzmusiker Jacob Gades Legats stora pris.
Han studerede hos den kubanska saxofonisten Paquito D'Rivera och år 1995 grundade han tillsammans med sin kusin Nikolaj Koppel crossover-orkestern
Mad Cows Sing.
Koppel har medverkat på mer än 50 skivinspelningar och år 1997 var han solist vid uruppförandet av sin fars Saxofonkoncert nr. 1 liksom vid uruppförandet av Koncert for saxofon og orkester nr. 2 år 2004. Båda verken är skrivna speciellt till honom.
År 2000 grundade Benjamin Koppel  skivbolaget Cowbell Music och under 2011 var han musikchef på Jazzhus Montmartre.
År 2011 debuterade Koppel som författare med boken Ud af musikken som han skrev tillsammans med Casper Rongsted och 2023 skrev han släktromanen Annas sang som belönades med Läsarnas Bokpris.

## Familj
Benjamin Koppel är sonson till den  klassiska kompositören Herman D. Koppel och son till pianisten och kompositören Anders Koppel, som bland annat är känd från bandet Savage Rose.

## Utmärkelser
- Jacob Gades Legat
- Django d'Or
- Arts et Lettres